# Propebela profunda
Propebela profunda is een slakkensoort uit de familie van de Mangeliidae. De wetenschappelijke naam van de soort is voor het eerst geldig gepubliceerd in 1993 door Castellanos & Landoni.